# Gerlando Maria Genuardi
Gerlando Maria Genuardi (Girgenti, 9 settembre 1839 – 4 giugno 1907) è stato un vescovo cattolico italiano.

## Biografia
È stato ordinato sacerdote il 20 settembre 1862.
Il 29 luglio 1872 papa Pio IX lo ha nominato primo vescovo della neo costituita diocesi di Acireale.
Ha ricevuto l'ordinazione episcopale nella chiesa dei Santi Vincenzo e Anastasio a Roma dal cardinale Camillo Di Pietro, cardinale vescovo di Albano, coconsacranti i futuri cardinali Alessandro Franchi, arcivescovo titolare di Tessalonica, ed Edward Henry Howard, arcivescovo ausiliare di Frascati; ha preso possesso della diocesi il successivo 10 novembre.
È morto il 4 giugno 1907 dopo 35 anni di governo pastorale della diocesi.

## Genealogia episcopale e successione apostolica
La genealogia episcopale è:
- Cardinale Scipione Rebiba
- Cardinale Giulio Antonio Santori
- Cardinale Girolamo Bernerio, O.P.
- Arcivescovo Galeazzo Sanvitale
- Cardinale Ludovico Ludovisi
- Cardinale Luigi Caetani
- Cardinale Ulderico Carpegna
- Cardinale Paluzzo Paluzzi Altieri degli Albertoni
- Papa Benedetto XIII
- Papa Benedetto XIV
- Papa Clemente XIII
- Cardinale Enrico Benedetto Stuart
- Papa Leone XII
- Cardinale Chiarissimo Falconieri Mellini
- Cardinale Camillo Di Pietro
- Vescovo Gerlando Maria Genuardi

La successione apostolica è:
- Vescovo Giovanni Battista Arista, C.O. (1904)